# Jeff Burlingame
Jeff Burlingame é um escritor de diversos livros entre eles o Kurt Cobain: Oh Well, Whatever, Nevermind e fundador da Kurt Cobain Memorial Foundation, uma entidade em homenagem ao cantor da Nivarna Kurt Cobain.